# Charles-Xavier Franqueville d'Abancourt
Charles-Xavier Joseph de Franqueville d'Abancourt (* 4. července 1758 Douai – 9. září 1792 Versailles) byl poslední ministr války francouzského krále Ludvíka XVI.
Narodil se v Douai do rodiny Jacquesa Josepha Abancourta, královského rady parlamentu Vlámska. Zároveň byl synovcem Charlese Alexandra de Calonneho, Ludvíkova ministra financí v letech 1783–1787. Ministrem války Ludvíka XVI. se on sám stal v červenci 1792 a následně 10. srpna 1792 při útoku na Tuilerijský palác byl vnímán jako jeden z organizátorů jeho obrany. Protože odmítl příkaz Zákonodárného národního shromáždění, aby odvolal z obrany paláce švýcarskou gardu, byl následně obviněn ze zrady a odeslán do Orléans před soud. V září byl spolu s jinými vězni poslán zpět do Paříže pod dohledem eskorty vedené Claudem Fournierem. Když cestovali přes Versailles, do města dorazily zprávy o zářijových masakrech v Paříži. Následně došlo k lynčování i ve Versailles a mezi oběťmi byl právě i d'Abancourt.
Jeho synovec emigroval z Francie a jeho prasynovec Franciszek Ksawery d’Abancourt de Franqueville narozený v Lesku byl polským spisovatelem a politickým aktivistou.